# Villa real de Monza
La Villa Real de Monza es un gran complejo arquitectónico de estilo neoclásico que los reyes del Imperio austrohúngaro primero y los del Reino de Italia después utilizaron como residencia. Tiene un hermoso parque jardín y, con el Palacio Real de Caserta y Venaria Reale, constituye una de las tres villas reales más importantes de Italia. Actualmente acoge varias muestras y exposiciones.

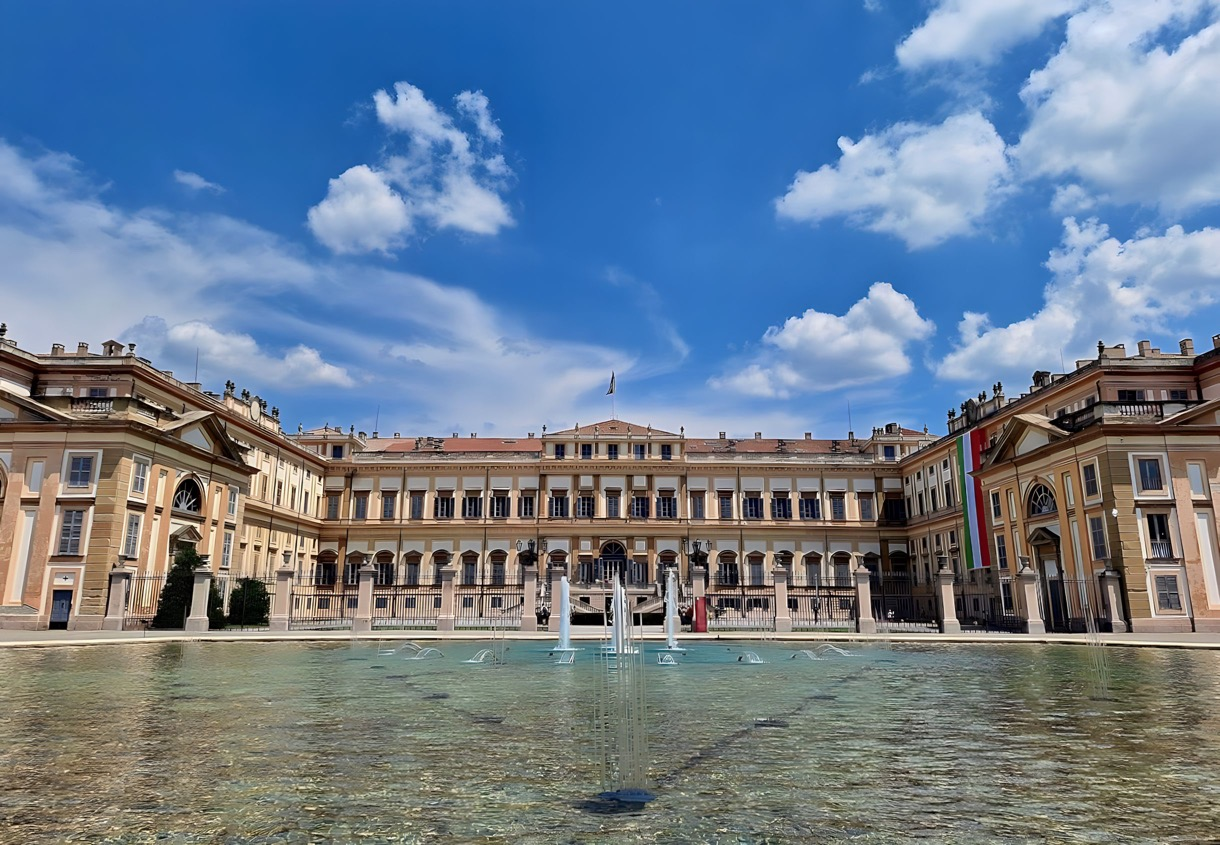
Villa real de Monza

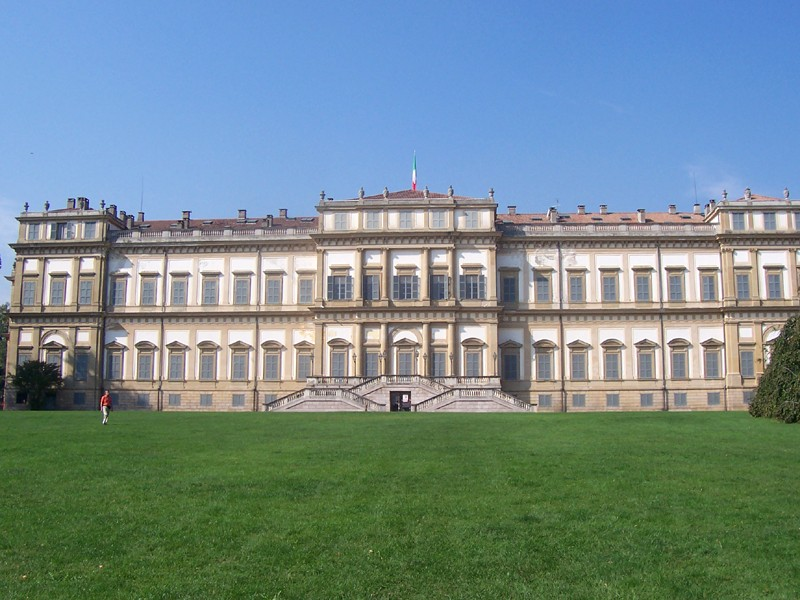
La fachada de la Villa hacía el jardín inglés

## Historia
María Teresa I de Austria decidió construir la Villa Arciducale cuando estableció asignar a su hijo Fernando de Habsburgo-Este la carica di Gobernador General de la Lombardía austriaca. María Teresa eligió Monza por la salubridad del aire y la amenidad del pueblo, sin embargo quería mantener también un fuerte símbolo de unión entre Viena y Milán, puesto que el sitio en el que construirían la villa se hallaba en el recorrido entre la capital lombarda y la capital del Imperio.
El arquitecto imperial Giuseppe Piermarini recibió el encargo de construir la villa en el año 1777 y consiguió realizar su tarea en tres años. 
Luego, el joven archiduque Fernando hizo ampliar el complejo arquitectónico, siempre por obra del arquitecto Piermarini, y usó la Villa como residencia de campo hasta la llegada de los ejércitos de Napoleón en el año 1796.
Eugenio de Beauharnais, que en el año 1805 fue nombrado virrey del nuevo Reino de Italia, estableció su residencia principal en la villa que llegó así a ser Villa Real. Entre 1806 y 1808, quiso ampliar el complejo arquitectónico, que estaba formado por la villa y el jardín, y realizó el Parque, cerrado y con superficie de 750 hectáreas, usado como coto de caza.
Después de la caída de Napoleón (1815), los austriacos volvieron,  hasta la segunda guerra de independencia (1859), cuando la Villa Real se hizo patrimonio de Casa de Saboya. Al Rey Humberto I le gustaba mucho la Villa y vivir en ella y por eso quiso que los arquitectos Achille Majnoni d'Intignano y Luigi Tarantola transformasen muchos espacios.
En el año 1900 Rey Humberto I fue asesinado en Monza por Gaetano Bresci mientras presenciaba una manifestación deportiva; luego su hijo, el Rey Víctor Manuel III no quiso vivir más en la villa de la ciudad donde mataron a su padre, así que la cerró y trasladó gran parte del mobiliario al Quirinale. 
En el 1934, por real decreto, Víctor Manuel III donó la villa a los municipios de Monza y de Milán.
En los años posteriores a la Segunda Guerra Mundial, la villa fue ocupada y expoliada y cayó en decadencia.
Tras un período de decadencia, recientemente se ha empezado a trabajar en la villa para restaurarla. Hoy en día la Villa Real es administrada por los municipios de Monza y Milán.

## Estructura
La fachada de la Villa hacia el este se dirige hacía el jardín inglés proyectado por Piermarini.

## El Orangerie (el Serrone)
El edificio, usado como invernadero para el jardín de la villa, llamado Orangerie en el proyecto original de Giuseppe Piermarini, es hoy en día llamado por todo el mundo il Serrone (Invernadero grande, en italiano) y fue construido en el año 1790.
Este edificio, muy grande, recibe mucha luz natural gracias a sus múltiples ventanas. Fue utilizado no sólo como invernadero, sino también, durante la dominación de los Habsburgo, para organizar fiestas para la Corte.
En la segunda mitad del siglo XX, justo enfrente al Serrone, se plantó una rosaleda (Roseto Niso Fumagalli de Monza) donde se organizan anualmente concursos florales.
Tras las restauraciones, hoy en día el Serrone sirve para albergar exposiciones de arte contemporáneo.

## Imágenes

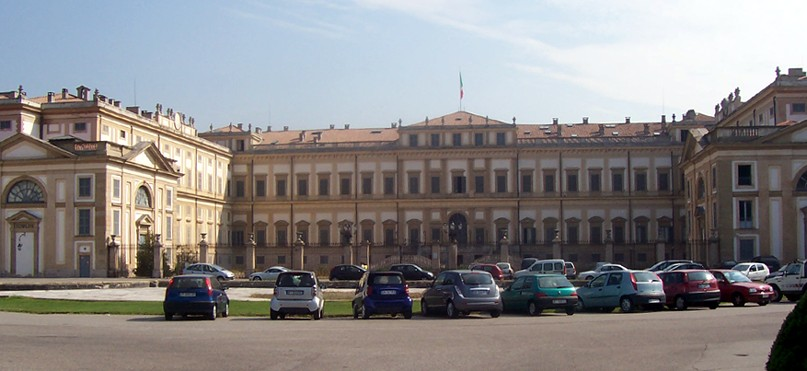
Villa Real de Monza
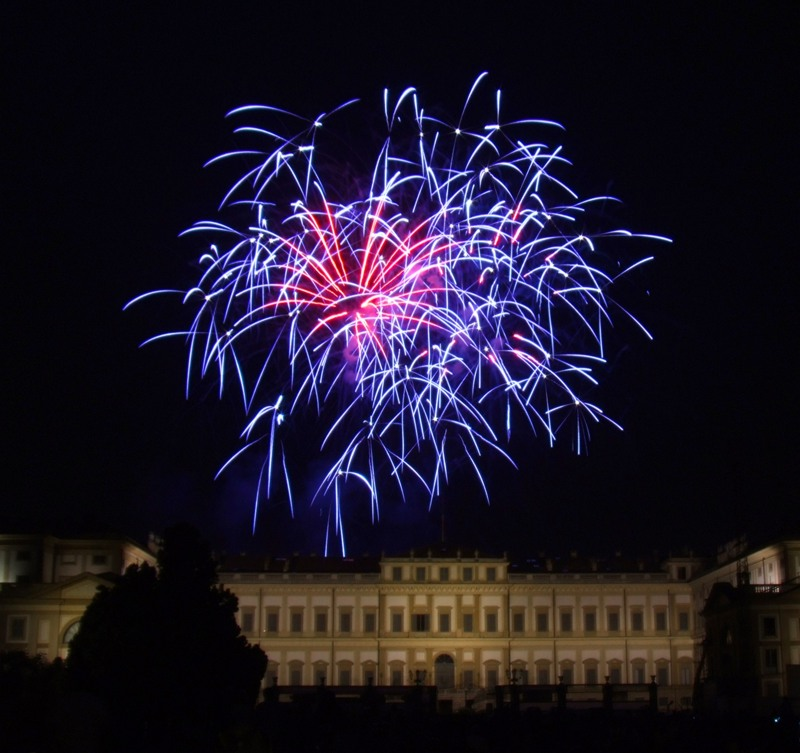
Fuegos artificiales en la villa